# 属人法
属人法（ぞくじんほう、ラテン語: lex personalis）とは、国際私法において、人に関する法律問題（能力や身分など）の準拠法となるべき法をいう。

## 歴史
属人法という語は、14、5世紀のイタリアに起こり、ヨーロッパで広く採用されていた国際私法に関する理論である法規分類説（法則学説、スタテュートの理論とも）に由来する。この理論によると、法は、人に関する法（人法、statuta personalia）、物に関する法（物法、statuta realia）、人に関すると同時に物に関する法（混合法、statuta mixta）とに分類される。そして、人法は、人に追随しどこに人がいても適用されるのに対し、物法と混合法は属地的効力のみを有し、当該法域では常に適用されるが所属法域外では適用されないとされた。つまり、法の効力が及ぶ範囲を確定させるという思考方法をとる考え方である。属人法という用語は、ここにいう人法に由来する。
その後、19世紀中頃に、サヴィニーによって法律関係本拠地説が提唱され、渉外的私法関係については、法の効力が及ぶ範囲を確定させるという思考ではなく、法律関係の本拠となる国・地域を探求するという思考に基づき立法・解釈をするのが主流となった。そのため、現在では、人に追随する法という発想に基づく属人法という用語は、適切とは言い難い面もある。もっとも、法人法及び家族法の分野を中心に連結点として何が相応しいかの検討には便利であるという側面もあるため、現在でもこの用語が使われることがある。

## 自然人の属人法

### 範囲
属人法の範囲は、一般的には人の身分及び能力に関する法とされるのが国際私法における伝統的な原則であった。ここでいう「身分」とは民法における親族法上の特定の地位のことをいい、「能力」とは行為能力（法律行為を単独で有効にすることができる法律上の地位）のことをいう。
もっとも、上記の事項には現在では必ずしも属人的な効力を有するとは考えられていないものもある。また、サヴィニーの法律関係本拠地説の発想からすれば、属人法に含まれるのはどういう法かという発想自体が木に竹を接ぐようなものであることは否定できない。そのため、問題となる法律関係について法律関係本拠地説に基づき準拠法を検討した結果、人がどこに行っても常に適用されるような準拠法が指定される場合を、包括的に属人法と呼んでいるのが実情である。したがって、属人法と呼ばれる法の範囲は、国により当然異なる。
日本の法の適用に関する通則法に照らすと、自然人の行為能力、婚姻、離婚、親子関係、相続などに関する準拠法は属人法とも言える。しかし、日本の国際私法もサヴィニーの見解の影響の下に立法されており、属人法という概念から演繹的にこれらの法律関係の準拠法を決定しているわけではないのみならず、これらの法律関係の中には段階的連結や選択的連結（これらの意義については連結点を参照）などを採用しているものもあり、属人法という概念で説明する意義は小さいと考えられる。

### 属人法と連結点

#### 本国法主義と住所地法主義
属人法と呼ばれる法律関係につき採用すべき連結点については、伝統的に本国法主義と住所地法主義の対立がある。
本国法主義とは、当事者の国籍を連結点とすべきとの考え方であり、18世紀末から19世紀にかけてヨーロッパに国民国家が成立したことにより国籍概念が確立したことに由来する。1804年に公布されたフランス民法が3条3項に「人の身分及び能力に関する法は外国に在るフランス人をも支配する」という規定を置き、本国法主義を採用したことが最初であると言われている。
住所地法主義とは、当事者の住所を連結点とすべきとの考え方であり、フランス民法が制定される前のヨーロッパにおける属人法の考え方は、常に住所地法主義であったとされている。

#### 常居所
このように、フランス民法の制定以来、立法政策について本国法主義と住所地法主義が対立し、各国の国際私法を統一するための障害の一つであるとされている。また、本国法主義については、国籍を有する国に定住しているとは限らず、そもそも国籍は国と人との関係であり私法的法律関係を律するには適切ではないという問題が、住所地法主義については、住所は法律概念であり国により異なる不分明な概念であるという問題がある。
このような事情もあり、ハーグ国際私法会議により常居所（英語: habitual residence、フランス語: résidence habituelle）という概念が作られ、各国の国際私法で連結点として採用されている。常居所は、住所と異なり事実上の概念であり、一般的には、相当期間の居住の事実が必要であるが居住の意思は要求されないとされているが、国際的に確立した定義があるわけではない。

#### 難民の属人法
難民については、1951年に採択され1954年に効力が発生した難民の地位に関する条約（日本では1982年に発効）が属人法について定めており、これによると難民については住所地法、住所がない場合は居所地法が属人法になり、本国法主義は排除される（12条1項）。これは、本国から迫害されて逃げてきた難民について、国籍を連結点とすることは道義的に適当ではないという考慮に基づく。

## 法人の属人法
法人に関する一定の内部的な事項（設立、組織、株式など）については当該法人と密接に関連する一定の法が常に適用されると考えられており、このような法を当該法人の従属法または（自然人の場合の用語法を転用して）属人法という。設立準拠法主義（法人の設立準拠法を当該法人の属人法とする立場）と本拠地法主義（法人の本拠地が所在する地の法を当該法人の属人法とする立場。法人の設立は属人法によるため、法人の本拠地と設立準拠法の一致を求める立場ともいえる。）の対立がある。大まかに言えば、米国や日本（通説）では前者が採用され、ヨーロッパ諸国では後者を採用する例が多い。